# 1990 aux échecs
Chronologie des échecs – Année 1990
| Années des échecs : 1987 - 1988 - 1989 - 1990 - 1991 - 1992 - 1993    |
| Décennies des échecs : 1960 - 1970 - 1980 - 1990 - 2000 - 2010 - 2020 |

## Événements majeurs
Le championnat du monde se déroule à New York et Lyon du 8 octobre au 31 décembre 1990 entre Garry Kasparov, le tenant du titre et Anatoli Karpov. Kasparov conserve son titre sur le score de 12,5 à 11,5 (+4 -3 =17). Il déclare pour objectif de rester champion du monde jusqu'en l'an 2000, objectif qu'il réalisera. 
Les « Olympiades » se déroulent à Novi Sad. 107 pays sont en compétition. La médaille d'or est remportée par l'Union soviétique (39 points), l'argent par les États-Unis (35 points et demi) et le bronze par l'Angleterre (35,5 également).
Chez les femmes, la Hongrie l'emporte au départage devant l'Union soviétique (35 points tous deux) et la Chine (29 points).  
Pour la première fois, le tournoi interzonal se déroule au système suisse. Il se tient à Manille et est remporté par les soviétiques Boris Gelfand et Vasily Ivanchuk avec 9 points sur 13 devant Viswanathan Anand (Inde), Nigel Short (Angleterre) (8,5 / 13). Avec 8 points sur 13, Gyula Sax (Hongrie), Viktor Kortchnoï (Suisse), Robert Hübner (RFA), Predrag Nikolic (Yougoslavie), ainsi que Leonid Youdassine, Sergey Dolmatov et Alexey Dreev (tous trois URSS) se sont aussi qualifiés pour le tournoi des candidats.
À Santiago du Chili, Ilia Gourevitch (États-Unis) remporte le championnat du monde junior. Le titre féminin est remporté par la Soviétique Ketino Kachiani pour la deuxième année de suite.

## Tournois et opens

### 1ertrimestre
- Janvier 1990 :

Reggio Emilia (catégorie 16, moyenne Elo = 2 629) est remporté par Jaan Ehlvest (2 620) avec 7,5 pts /10 devant Vasily Ivanchuk (2 660) 6,5/10 et Anatoli Karpov (2 755) 6/10.
Hastings (catégorie 14, moyenne = 2 586) est remporté par Sergey Dolmatov (2 610) avec 8,5 pts/14.
Wijk aan Zee (catégorie 13, moyenne = 2 567) est remporté par John Nunn (2 600) avec 8 pts/13.
- Mars 1990 :

Linares (catégorie 16, moyenne = 2 628) est remporté par Garry Kasparov (2 800) avec 8 pts/11 devant Boris Gelfand (2 615) 7,5/11 et Valery Salov (2 645) 7/11.

### 2etrimestre
- Avril 1990 :

Dortmund (catégorie 13, moyenne = 2 554) est remporté par Alexander Tchernine (2 600) avec 9 pts/11.
Munich (catégorie 13, moyenne = 2 567) est remporté par Alexander Beliavski (2 640) avec 7 pts/11.
- Mai 1990 :

Haninge (catégorie 14, moyenne = 2 580) est remporté par Yasser Seirawan (2 595) avec 8,5 pts/11 devant Jaan Ehlvest (2 620) 7,5/11 et Anatoli Karpov (2 730) 7,5/11.
- Juin 1990 :

À l'open GMA de Moscou (qualificatif pour la coupe du Monde de la GMA) se qualifient :
1-5 Jonathan Speelman, Michael Gourevitch, Alexander Khalifman, Zurab Azmaiparashvili et Ievgueni Bareïev 7/11 ; 6-11 Alexander Beliavsky, Lajos Portisch, Nick de Firmian et Murray Chandler 6,5/11 ; Yasser Seirawan, Predrag Nikolić et Kiril Georgiev 6/11.
Boris Gelfand (8e avec 6,5/11), Vasily Ivanchuk (9e avec 6,5/11) et Lev Polougaïevski (12e avec 6,5/11) sont éliminés à cause d'un règlement empêchant la qualification de plus de 5 joueurs ayant la même nationalité (Gourevich, Khalifman, Azmaiparaschvili, Bareev, Beliavsky, Gelfand et Ivanchuk avaient à l'époque, la nationalité soviétique).
Debrecen (catégorie 13, moyenne = 2 551) est remporté par Oleg Romanichine (2 525) avec 6,5 pts/11.

### 3etrimestre
- Juillet 1990

Bienne (catégorie 14) est remporté par Anatoli Karpov 9,5 pts devant Ulf Andersson 8 pts.

## Championnats nationaux
- Argentine : Guillermo Soppe remporte le championnat[3],[4]. Chez les femmes, Liliana Burijovich s’impose.
- Autriche : Pas de championnat[5]. Chez les femmes, Maria Horwarth s’impose[6].
- Belgique : Michel Jadoul remporte le championnat[7]. Chez les femmes, Martine Vanhecke s’impose[8].
- Brésil: Roberto Watanabe remporte le championnat[9]. Chez les femmes, c’est Regina Lùcia Ribeiro qui s’impose.
- Canada : Pas de championnat[10]. Chez les femmes non plus[11].
- Chine :  Ye Rongguang remporte le championnat[12]. Chez les femmes, Peng Zhaoqin s’impose.
- Écosse : SR Mannion remporte le championnat [13].
- Espagne : Jordi Magem Badals remporte le championnat[14]. Chez les femmes, c’est Beatriz Alfonso qui s’impose[15].
- États-Unis : Lev Alburt remporte le championnat[16]. Chez les femmes, Elena Donaldson s’impose[17].
- Finlande: Veijo Mäki remporte le championnat[18].
- France : Marc Santo-Roman remporte le championnat [19]. Chez les femmes, Julia Lebel-Arias s’impose[20].
- Inde : Devaki V. Prasad remporte le championnat[21].
- Iran : Khosro Harandi remporte le championnat[22].

- Pays-Bas : Jeroen Piket remporte le championnat [23]. Chez les femmes, c’est Renate Limbach qui s’impose.
- Pologne : Aleksander Wojtkiewicz remporte le championnat[24].
- Royaume-Uni : James Plaskett remporte le championnat[25].
- Suisse : Ivan Nemet remporte le championnat [26]. Chez les dames, c’est Silvia Schladetzky qui s’impose[27].
- RSS d'Ukraine : Mikhailo Brodsky remporte le championnat[28],[29], dans le cadre de l’U.R.S.S.. Chez les femmes, Elena Sedina s’impose[30].
- championnat d'URSS : Aleksandr Beliavski, Leonid Youdassine, Evgeny Bareev et Alexeï Vyjmanavine sont premiers ex æquo avec 8 points et demi sur 13.
- République fédérative socialiste de Yougoslavie : Zdenko Kožul remporte le championnat[31],[32]. Chez les femmes, Jordanka Mićić s’impose.

## Divers
- Classement Elo au 1er janvier

| 1er | Garry Kasparov      | 2 800 |
| 2e  | Anatoli Karpov      | 2 730 |
| 3e  | Jan Timman          | 2 680 |
| 4e  | Vasily Ivanchuk     | 2 665 |
| 5e  | Mikhail Gourevitch  | 2 645 |
| 6e  | Valery Salov        | 2 645 |
| 7e  | Alexander Beliavsky | 2 640 |
| 8e  | Nigel Short         | 2 635 |
| 9e  | Ulf Andersson       | 2 630 |
| 10e | Viktor Kortchnoï    | 2 625 |

Dames
| 1er |
| 2e  |
| 3e  |

## Naissances
- 1er juin : Vanessa Feliciano
- 21 octobre : Maxime Vachier-Lagrave
- 30 novembre : Magnus Carlsen, futur champion du monde et numéro un mondial

## Décès
- En 1990 : August Eller (en), Michael Vadbolsky (en), Ernest Klein (en)
- 7 janvier : Eero Böök
- 8 janvier : Augusts Strautmanis (en)
- 21 janvier : Elod Macskasy (en)
- 28 janvier : Tibor Flórián (en)
- 25 février : Ingrid Larsen
- 27 février : Alberto Giustolisi
- 12 mars : Baldur Hönlinger (en)
- 15 mars : Virgilio Fenoglio (en)
- 29 mai : Alexander Tsvetkov (en)
- 4 juin : Flávio de Carvalho Jr. (en)
- 14 juin : Heinrich Reinhardt (en)
- 16 août : Ernest Pogosiants
- 26 août : Rudolf Marić
- 30 août : Adriano Chicco
- 21 septembre : Aleksandr Konstantinopolski
- 26 octobre : Guillermo García González
- 10 octobre : Emil Josef Diemer
- 30 décembre : Géza Füster (en)